# 세딜로
세딜로(Sedilo, 사르데냐어: Sèdilo)는 사르데냐 오리스타노도에 있는 코무네로, 칼리아리에서 북쪽으로 약 110 킬로미터 (68 mi), 오리스타노에서 북동쪽으로 약 40 킬로미터 (25 mi) 떨어져 있다. 이웃한 코무네로는 아이도마조레, 비도니, 두알키, 길라르차, 노라구구메, 올자이, 오타나, 소라딜레가 있다.

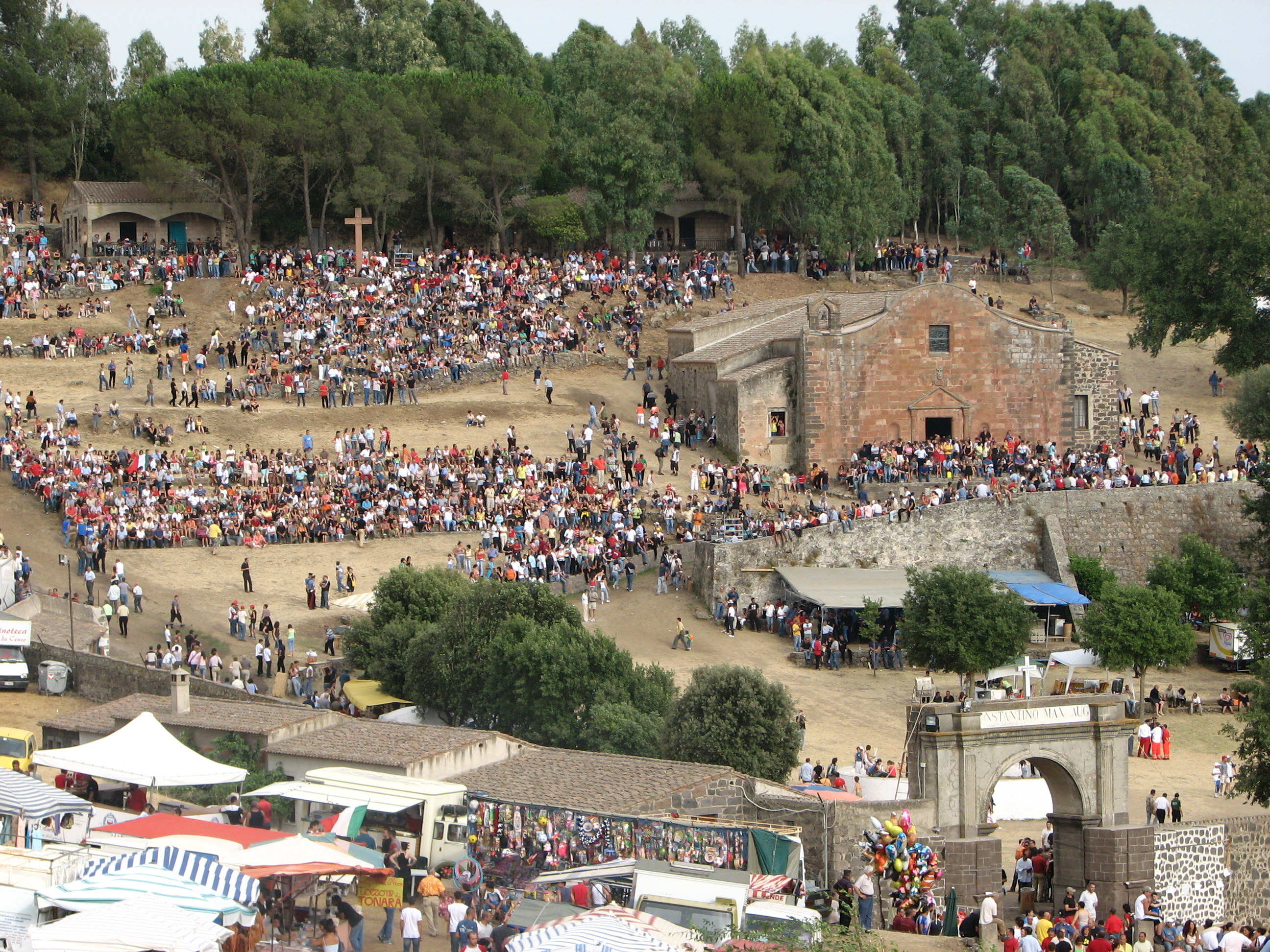
성 콘스탄티누스 성소

세딜로에 있는 성 콘스탄티누스 황제 성소의 본 교회는 6세기 교회를 중심으로 16세기에 지어졌다. 이 건물은 고딕-카탈루냐 양식이다.